# Bedarfsgegenstand

Symbol in der EU zur Kennzeichnung von Materialien mit Lebensmittelkontakt wie z. B. Verpackungen

Bedarfsgegenstand ist ein Begriff des deutschen Lebensmittel-, Bedarfsgegenstände- und Futtermittelgesetzbuches (LFGB), das
Bedarfsgegenstände definiert als:
1. Materialien und Gegenstände im Sinne des Artikels 1 Abs. 2 der Verordnung (EG) Nr. 1935/2004 des Europäischen Parlaments und des Rates vom 27. Oktober 2004[2] (Lebensmittelkontaktmaterialien bzw. Lebensmittelbedarfsgegenstände)[3],
2. Packungen, Behältnisse oder sonstige Umhüllungen, die dazu bestimmt sind, mit kosmetischen Mitteln in Berührung zu kommen,
3. Gegenstände, die dazu bestimmt sind, mit den Schleimhäuten des Mundes in Berührung zu kommen,
4. Gegenstände, die zur Körperpflege bestimmt sind,
5. Spielwaren und Scherzartikel,
6. Gegenstände, die dazu bestimmt sind, nicht nur vorübergehend mit dem menschlichen Körper in Berührung zu kommen, wie Bekleidungsgegenstände, Bettwäsche, Masken, Perücken, Haarteile, künstliche Wimpern, Armbänder,
7. Reinigungs- und Pflegemittel, die für den häuslichen Bedarf oder für Bedarfsgegenstände im Sinne der Nummer 1 bestimmt sind,
8. Imprägnierungsmittel und sonstige Ausrüstungsmittel für Bedarfsgegenstände im Sinne der Nummer 6, die für den häuslichen Bedarf bestimmt sind,
9. Mittel und Gegenstände zur Geruchsverbesserung in Räumen, die zum Aufenthalt von Menschen bestimmt sind.

Die Bedarfsgegenständeverordnung (BedGgstV) legt fest, welche Materialien für Bedarfsgegenstände und Lebensmittelverpackungen (Lebensmittelkontaktmaterialien bzw. Lebensmittelbedarfsgegenstände) erlaubt sind und wie hoch die Kontamination auf den Körper bzw. aus der Verpackung in die Lebensmittel sein darf.
Keine Bedarfsgegenstände sind Gegenstände, die
- nach § 2 Abs. 2 des deutschen Arzneimittelgesetzes als Arzneimittel gelten,
- nach § 3 des Medizinproduktegesetzes Medizinprodukte oder Zubehör für Medizinprodukte oder
- nach § 3b des Chemikaliengesetzes Biozid-Produkte sind.